# Aleksandr Mosolov
Aleksandr Vasiljevitsj Mosolov (Russisch: Александр Васильевич Мосолов) (Kiev, 11 augustus 1900- Moskou 11 juli 1973), was een Russische componist en pianist.
Mosolov, wiens vader (een advocaat) al vroeg (1905) overleed, kreeg zijn eerste muziekopleiding van zijn moeder, Nina Aleksandrova Mosolova (1882-1953), een coloratuursopraan van het Bolsjoj Theater. Mosolov was een opstandig kind, en werd diverse malen van de middelbare school gestuurd. In 1917 ging hij studeren aan de Hogeschool in Moskou en ging werken bij de bureau van de “Commissaris van het Volk voor Staatscontrole"; hij had daarbij persoonlijk contact met Lenin. Vanaf 1918 tot 1920 maakte hij deel uit van de Rode Leger en vocht mee in de Burgeroorlog aan de Poolse en Oekraïense grenzen. In 1920 verliet hij de dienst vanwege zijn verwondingen en ontving de Orde van de Rode Banier. Hij verdiende zijn geld dan door het als pianist begeleiden van stomme films. In 1922 startte zijn muzikale opleiding pas echt, toen hij privé-lessen ging volgen bij Reinhold Glière; vlak daarna trad hij toe tot het Moskou Conservatorium met diezelfde Glière als professor harmonie, Nikolaj Mjaskovski voor compositie en Igumnov en Grigori Prokofjev voor piano. Ook werd hij lid van de Vereniging voor Hedendaagse Muziek. Hij ontwikkelde zijn eigen stijl binnen de muzikale tak van het Futurisme, maar wel zorgvuldig binnen de nieuwe richtlijnen van de Sovjet-Unie. Een van de voorbeelden daarvan wordt zijn bekendste werk: De IJzergieterij uit 1926.  In hetzelfde jaar  componeerde hij zijn Strijkkwartet nr. 1.
Het volgen van die richtlijnen werd hem daarna ingewreven als formalistisch en Mosolov was een van de eerste componisten die te maken kreeg met repressie op cultureel gebied. Mosolov probeerde zich aan te passen en richtte zich op meer melodieuze en traditionele muziek met bezoeken aan diverse andere Sovjet-staten zoals Armenië en Turkmenistan. In 1930 verdween een groot deel van zijn composities doordat een koffer waarin zich die bevonden werd gestolen. In 1936 werd hij uit de Vereniging voor Hedendaagse Muziek gezet, hoewel hij al aan Stalin had laten weten, dat het allemaal zijn eigen fout was. Op 31 augustus 1937 leidde het uiteindelijk tot zijn arrestatie; hij werd veroordeeld tot acht jaar strafkamp. Dankzij voormalige leraren, die later dezelfde repressie ondervonden, kwam hij vroegtijdig vrij. Zijn slechte gezondheid speelde hem parten. Hij bracht alleen nog talloze bezoeken aan andere Sovjet-staten en verzamelde daar tal van plaatselijke volksmuziek. In 1937 werd de Vereniging van Hedendaagse Muziek opgeheven.
Pas in 1975 komt een kleine revival voor zijn muziek op gang, als ook IJzergieterij weer eens in de Sovjet-Unie wordt uitgevoerd onder topdirigent Jevgeni Svetlanov.
De bekendste werken van Mosolov zijn naast het eerder genoemde IJzergieterij zijn vijfde pianosonate. Daarnaast componeerde hij opera’s, zes symfonieën, vijf pianosonates, een vioolconcert, twee pianoconcerten, een harpconcert, twee celloconcerten en allerlei liederen en solowerken voor piano.

## Opera's
- Een Held (Герой), kameropera (1928)
- De versperring (Плотина – Plotina), libretto Ja. Zadychin (1929-1930)
- Een signaal (Сигнал), libretto O. Litovski (1941)
- Masquerade (Маскарад), naar Michail Lermontov (ongeveer 1944)